# Landkreis Ilkenau
Der Landkreis Ilkenau, zuvor Olkusz/Olkusch, bestand zwischen 1939 und 1945 im besetzten Polen. Er umfasste am 1. Januar 1945 eine nach der Deutschen Gemeindeordnung vom 30. Januar verwaltete Stadt sowie vier Amtsbezirke mit 43 Gemeinden.

## Verwaltungsgeschichte

### Polen
Bei Beginn des Zweiten Weltkrieges gehörte der Landkreis Olkusz zu Polen, und zwar zur Woiwodschaft Kielce.
Nach der deutschen Besetzung Polens im September 1939 gehörte der polnische Landkreis Olkusz vom 26. Oktober 1939 an zunächst zum deutsch verwalteten Generalgouvernement für die besetzten polnischen Gebiete.

### Deutsches Reich
Mit dem 20. November 1939 wurde die Grenze zum Generalgouvernement endgültig festgelegt. Dabei wurde das westliche Viertel des Landkreises Olkusz völkerrechtswidrig Teil des neuen Regierungsbezirkes Kattowitz in der preußischen Provinz Schlesien.
Der größere Ostteil des Kreisgebietes verblieb beim Generalgouvernement, wurde noch einige Zeit lang gemeinsam verwaltet und trat dann am 1. Januar 1940 zur neuen Kreishauptmannschaft Miechow.
Das Landratsamt war in Olkusz.
Am 29. Dezember 1939 wurde der Landkreis Olkusz vorläufig in Olkusch umbenannt.
Zum 18. Januar 1941 wurde die Provinz Schlesien aufgelöst. Aus den bisherigen Regierungsbezirken Kattowitz und Oppeln wurde die neue Provinz Oberschlesien gebildet.
Am 21. Mai 1941 wurde der Name des Landkreises zu Ilkenau eingedeutscht, ist aber im Amtlichen Gemeindeverzeichnis für das Deutsche Reich, 2. Auflage, herausgegeben vom Statistischen Reichsamt, bereits mit Stand vom 1. Januar 1941 unter diesem Namen aufgeführt.
Im Frühjahr 1945 wurde das Kreisgebiet durch die Rote Armee besetzt und wurde danach wieder ein Teil Polens.

## Politik

### Landkommissar
1939–9999: Heinrich Groll

### Landräte
1939–1943: Heinrich Groll
194?–9999: Nowack (vertretungsweise)

## Kommunalverfassung
Nach dem Überfall auf Polen wurde bis 1945 allein die Stadt Ilkenau (= Olkusz/Olkusch) der im Altreich gültigen Deutschen Gemeindeordnung vom 30. Januar 1935 unterstellt, welche die Durchsetzung des Führerprinzips auf Gemeindeebene vorsah. Alle übrigen Gemeinden waren in Amtsbezirken zusammengefasst und wurden durch Amtskommissare verwaltet.

## Ortsnamen
Durch unveröffentlichten Erlass vom 29. Dezember 1939 galten vorläufig die bisher polnischen Ortsnamen weiter.
Zu einer endgültigen Vergabe rein deutscher Ortsbezeichnungen ist es bis Kriegsende nicht mehr gekommen. Diese war aber bis ins Einzelne bereits vorbereitet. Es handelte sich dabei um lautliche Angleichungen, Übersetzungen, Neuschöpfungen oder Verbesserungen der seit 1939 vorläufig gültigen Namen, zum Beispiel:
- Boleslaw: Zinkberg,
- Ogrodzieniec: Bonerburg,
- Rabsztyn: Rabenstein O.S.,
- Slawkow: Schlockau,
- Zelazko: Eisenhübel,
- Zimnodol: Kaltengrund.